# 方侨生
方侨生 （高棉名：ពុង ឃាវសែ） 柬埔寨华人侨领 ，柬埔寨大公爵，柬埔寨加华集团总裁兼柬埔寨总理洪森亲王私人顾问。

## 生平
方侨生出生於柬埔寨金邊市，父親是柬埔寨僑領，是廣東普宁人，母親蔡炯英是揭阳人，父母為他取名「侨生」是寄望他「不忘本，牢记自己是华人」。方侨生自小接受柬文、中文和法文教育，長大後在父親旗下公司擔任經理。1977年底，柬埔寨政局動蕩，他逃亡到泰國。1980年5月輾轉從泰國難民營前往加拿大蒙特利尔，他在移民局介紹下當了八個月售貨員。之後在唐人街的一家雜貨店租了一個小攤位做起金匠生意。當時加拿大接收了不少東南亞難民，難民大多在有積蓄時購入金器，所以方侨生的金匠生意不錯。1986年方侨生離開雜貨店，租了一個獨立的店面，開始金行業務。1988年，方侨生留意到不少柬埔寨華人給柬埔寨親友匯款，於是展開信託業務，匯款業務不斷增長，1990年超過200萬美元。
由於匯款金額巨大，方侨生在1991年1月經越南前往柬埔寨，他叔父方炳祯是當時柬埔寨總理高級顧問，在叔父引薦下，他與時任计划部长的谢振铎和国家银行行长查良會面。事後，方侨生決定在柬埔寨投資，由於手頭上資金不足以開設銀行，所以一開始是與政府合資開辦信託公司，加华黄金信托有限公司在1991年11月11日開業。為了籌集開銀行的資金，他從100名加拿大同鄉籌集到300萬美金，其中他的家族資金佔過半。1993年，信托公司升格為加华银行。同年方侨生創辦《華商日報》。2000年，銀行拆分加华投资控股和海外柬华投资公司（OCIC）兩個公司，前者負責金融業務，後者負責其他業務。OCIC開發了加华工业园，苏利亚商场，金边文化中心，民俗文化村，西港独立酒店及加满华庭等项目。
2017年1月17日，方侨生任第五屆柬华理事总会會長，2022年連任第六屆會長。2019年，柬埔寨皇家科学院授予方侨生商务管理荣誉博士学位。同年12月25日，方侨生出任柬埔寨公民社会联盟论坛顾问，官职等同部长。2023年7月，方侨生獲得柬埔寨公爵爵位。2024年4月26日，方侨生獲得柬埔寨大公爵爵位。